# Corbera
Corbera è un comune spagnolo di 3 029 abitanti situato nella comunità autonoma Valenciana.
Il nome ufficiale del comune era fino al 1982 Corbera de Alcira in castigliano e Corbera de la Ribera in valenciano.